# 中華人民共和國物權法
《中華人民共和國物權法》是中华人民共和国制定的基础民法之一，通过法律来认定财产的归属权，以便调解民事关系确立法律依据。物权法属于财产的归属法，是财产制度的基础，亦是区隔不同经济制度的标志。该法于2021年1月1日随《中华人民共和国民法典》的实施而废止。

## 歷史
中华人民共和国物权法律制度最早系统规定于1986年的《民法通则》，该法第五章第一节规定“财产所有权和与财产所有权相关的财产权”，其中大部分属于物权，初步确立了包括所有权、用益物权与担保物权在内的基本物权法律体系框架。另外，包括国有土地使用权在内的用益物权制度体系主要由《土地管理法》、《城市房地产管理法》、《农村土地承包法》等单行法律建立；担保物权制度体系则集中规定于《担保法》以及《最高人民法院关于适用〈中华人民共和国担保法〉若干问题的解释》。
本法自1993年開始起草，1998年制定草案。2002年12月，九屆全國人大常委會初審物權法，2005年7月向社會公布草案全文，其後又審議了六次，直到2007年3月16日十屆全國人大五次會議上以2799票赞成、52票反对、37票弃权通過其草案。并将于同年10月1日起施行。 與其相配套的《中華人民共和國侵權責任法》由十一屆全國人大常委會第十二次會議審議於2009年12月26日通過，自2010年7月1日起實施。

## 基本原则

### 物权法定原则
1.物权法定原则的含义
《物权法》第五条规定：“物权的种类和内容，由法律规定。”此称物权法定原则。物权法定原则包括两方面的含义：一是种类法定，即不得创设民法或其他法律所不承认的物权；二是内容法定，即不得创设与物权法定内容相异的内容。
2.物权法定原则的效力
第一，行为人违反种类法定原则，在法定物权种类之外创设物权，该物权创设行为无效。
第二，行为人设定与法定物权相异的内容，该设定行为无效。

### 物权客体特定原则
物权客体特定原则亦称一物一权原则，基本含义是：物权只存在于确定的一物之上，相应地，每一行为亦只能处分一物。
一物一权原则与以下情形并不矛盾：（1）多人共同对一物享有一项物权，因为多人只涉及多数物权人，而一物一权表现的是物权客体与权利本身的关系。（2）在一物之上成立数个互不冲突的物权。如所有权与他物权的共容、用益物权与担保物权的共容等。

### 物权公示原则
物权以法定方式公诸于外，称公示原则。公示方式依动产和不动产而不同，原则上，前者以交付占有为公示手段，后者则以登记为公示手段。

## 内容
该法案明确对公有财产和私有财产给予平等保护，草案中规定“國家、集體、私人的物權和其他權利人的物權受到法律保護，任何單位和個人不得侵犯。”内容框架如下：
（一）物权法基本原则。
（二）物权变动。1.物权变动的形态：设立、变更、转让和消灭；2.物权行为；3.物权变动的公示方式：动产物权变动的公示方式——交付，不动产物权变动的公示方式——登记。
（三）所有权。1.所有权的类型；2.善意取得制度；3.动产所有权的特殊取得方式。
（四）用益物权。1.用益物权的概述；2.土地承包经营权；3.建设用地使用权；4.宅基地使用权；5.地役权。
（五）担保物权。1.担保物权的特性；2.抵押权：抵押财产、抵押权的设定、抵押权的实现、最高额抵押；3.质权：动产质押、权利质押；留置权。
（六）占有。

## 所规定的物权概念及其特点
《中华人民共和国物权法》第二条第三款前句规定：“本法所称物权，是指权利人依法对特定的物享有直接支配和排他的权利。”
1. 支配性：物权是对于标的物具有直接支配力的财产权，物权人有权仅以自己意志实现权利，无需第三人的积极行为协助，属于支配权。
2. 排他性：物权人对于标的物具有意志支配力，能够排除他人意志以同样方式支配，故一物之上只能成立一项所有权。
3. 绝对性：物权是对抗所有人的财产权，排除任何他人的干涉，其他人有义务予以尊重，故为绝对权或对世权。

## 反對意見
因为物权法的敏感和复杂性，导致很容易被解读为中華人民共和國實行社會主義制度以来，在中國大陸第一部注明私有財產不受侵犯的法律。
因此有左派的觀點认为，本法是保護極少數富人的物權，亦可能造成更多國有財產流失。法律学者巩献田从2005年起公开上书反对《物权法》的草案，并于2006年12月9日在网上公布一封几百人签名的公开信。他呼吁此法律在通过之前需要进一步公开讨论，并且认为该草案有多个方面违反《中华人民共和国宪法》：
- 将公有和私有财产平等对待，违反了宪法规定的中国社会主义经济制度；
- 《物权法》赋予国家机关、企业不经过人民代表大会处置国有财产的权力，会进一步造成国有财产流失；
- 未明确表明如何保护农村的集体所有财产；
- 未明确区分合法和非法的私有财产，从而和宪法保护公民的合法私有财产相抵触；
- 缺乏关于如何追讨被侵占的财产，以及防止非法侵占者将其合法化的条文。

但相反觀點指出，批評者的目的是否定改革開放政策。一部法律的出台应该考虑到是否有制约机制与之相配套，而与《物权法》相配套的《侵权法》却没有同步出台，这给投机者一个机会与时间。
林濁水認為：“社會主義體制的核心精神，在於財產公有制；因此，中國《物權法》通過後，這一個最後的社會主義大國可說從此告別社會主義陣營，走向資本主義體制。”

### 引用
1. ↑  关于《物权法（草案）》在五个重大原则问题上违反宪法的意见
2. ↑  . 亞洲時報. 2007年3月14日  [2007年3月16日]. （原始内容存档于2007年9月27日）.
3. ↑  林濁水，〈《物權法》與社會主義〉，台灣《蘋果日報》2007年3月22日論壇版非典型論述專欄。
4. ↑  林濁水. . 台灣新社會智庫. 2007-03-22.[永久]

## 外部連結
- 中華人民共和國物權法（草案）全文（页面存档备份，存于）與相關說明（页面存档备份，存于），中國網
- 聚焦物權法：让拆迁不再令人“心痛”（页面存档备份，存于），鳳凰網
- 物權法爭論，國學網
- 一封信挡住物权法草案？（页面存档备份，存于）／巩献田：英雄还是罪人？（页面存档备份，存于），南方周末2006年2月23日
- 《巩献田旋风实录》给我们的启示，杨晓青 著，
- 兩會審物權法 公有、私有大對決，中國時報2007年3月4日
- 走近物權法，莫宜端2007年3月6日
- 中國通過物權法 改革開放既姓社又姓資，今日晚報2007年3月16日